# Valentin Danilov
Valentin Danilov (en russe : Валентин Данилов, né en 1948,) est un physicien russe, dont les recherches portent sur l'effet de l'activité solaire sur les satellites spatiaux. En novembre 2004, il est reconnu coupable et condamné à 14 ans pour espionnage. De nombreux scientifiques et organisations de défense des droits de l'homme, tant en Russie que dans le monde, ont protesté contre cette condamnation car les informations qu'il a transmises à la Chine ont en fait été déclassifiées en 1992.
Valentin Danilov était à la tête du Centre de thermo-physique de l'Université technique d'État de Krasnoïarsk (KTSU). En 1999, il signe un contrat entre la KSTU et la Société de sciences et technologies aérospatiales de Chine. La KSTU était censé fabriquer un banc d'essai utilisé pour émuler l'effet de l'espace sur les satellites artificiels.
En février 2001, Valentin Danilov est arrêté par le FSB, accusé d'espionnage, mais libéré sous caution le 2 octobre 2002. Il est acquitté par un jury de toutes les charges le 29 décembre 2003.
Le 9 juin 2004, la Cour suprême de Russie annule l'acquittement de Danilov pour espionnage. En novembre 2004, un autre jury reconnait Valentin Danilov coupable d'espionnage. Il est ensuite condamné à 14 ans de prison pour trahison. Selon les organisations de défense des droits de l'homme, sa condamnation est injustifiée, car il a fourni des documents au tribunal montrant que toutes les "informations secrètes" ont en fait été déclassifiées,.
Selon un communiqué d'Amnesty International, « comme dans le cas d'Igor Soutiaguine, son premier procès s'est soldé par un acquittement ; le tribunal a conclu que le parquet n'avait pas établi de violations de la loi par Valentin Danilov. En juin 2004, la Cour suprême de la fédération de Russie a annulé le verdict d'acquittement ; à l'issue d'un deuxième procès à huis clos, Valentin Danilov a été reconnu coupable de trahison (article 275 du code pénal russe) et condamné à 14 ans d'emprisonnement en novembre 2004 ». Valentin Danilov est libéré sur parole à Krasnoïarsk en novembre 2012. Il aimerait poursuivre sa carrière scientifique à Novossibirsk.